# Франко Росселліні
Франко Росселліні (італ. Franco Rossellini; нар. 7 листопада 1935, Рим, Королівство Італія — пом. 3 червня 1992, Нью-Йорк, США) — італійський актор, кінопродюсер, кінорежисер та сценарист.

## Життєпис
Франко Росселліні народився 1 листопада 1935 року в Римі, Італія. Він є сином композитора Ренцо Росселліні та племінником кінорежисера Роберто Росселліні. З початку 1960-х років працював помічником та асистентом режисера, спочатку у знімальних групах свого дядька, згодом у роботі над фільмами режисерів Федеріко Фелліні, Серджо Корбуччі та Мауро Болоньїні.
Починаючи з фільму «Теорема» (1968), Росселліні виступив продюсером ще двох фільмів П'єра Паоло Пазоліні — «Медея» (1969) та «Декамерон» (1971). У 1980 році разом зі своїм двоюрідним братом Ренцо Росселліні взяв участь у продюсуванні фільму Федеріко Фелліні «Місто жінок».
У 1965 році Франко Росселіні як режисер поставив за власним сценарієм фільм «Жінка озера», музику до якого написав його батько Ренцо Росселліні.
У 1970 році Франко Росселліні переїхав до Нью-Йорка, де 3 червня 1992 року помер від ускладнень, спричинених СНІДом.

## Фільмографія
Продюсер
| Рік  |     | Назва українською     | Оригінальна назва                                | Примітки                                          |
| ---- | --- | --------------------- | ------------------------------------------------ | ------------------------------------------------- |
| 1968 |     | Теорема               | Teorema                                          |                                                   |
| 1969 |     | Медея                 | Medea                                            |                                                   |
| 1971 | к/м | Стіни Санаа           | Le mura di Sana'a                                |                                                   |
| 1971 |     | Декамерон             | Il Decameron                                     | виконавчий продюсер                               |
| 1973 |     | Банда Блю             | Blu Gang e vissero per sempre felici e ammazzati |                                                   |
| 1974 |     | Місце водія           | Identikit                                        |                                                   |
| 1977 |     | Мессаліна, Мессаліна! | Messalina, Messalina!                            |                                                   |
| 1979 |     | Калігула              | Caligula                                         | продюсер / лінійний продюсер (в титрах відсутній) |
| 1980 |     | Місто жінок           | La città delle donne                             |                                                   |

Актор
- 1958 : Народжена у березні / Nata di marzo — Роландо
- 1961 : Тото, Пеппіно і солодке життя / Totò, Peppino e… la dolce vita — Франко

Режисер та сценарист
| Рік  | Назва українською | Оригінальна назва | Режисер | Сценарист |
| ---- | ----------------- | ----------------- | ------- | --------- |
| 1965 | Жінка озера       | La donna del lago | Так     | Так       |
| 1979 | Калігула          | Caligula          |         | Так       |